# Norbert Lichtenecker

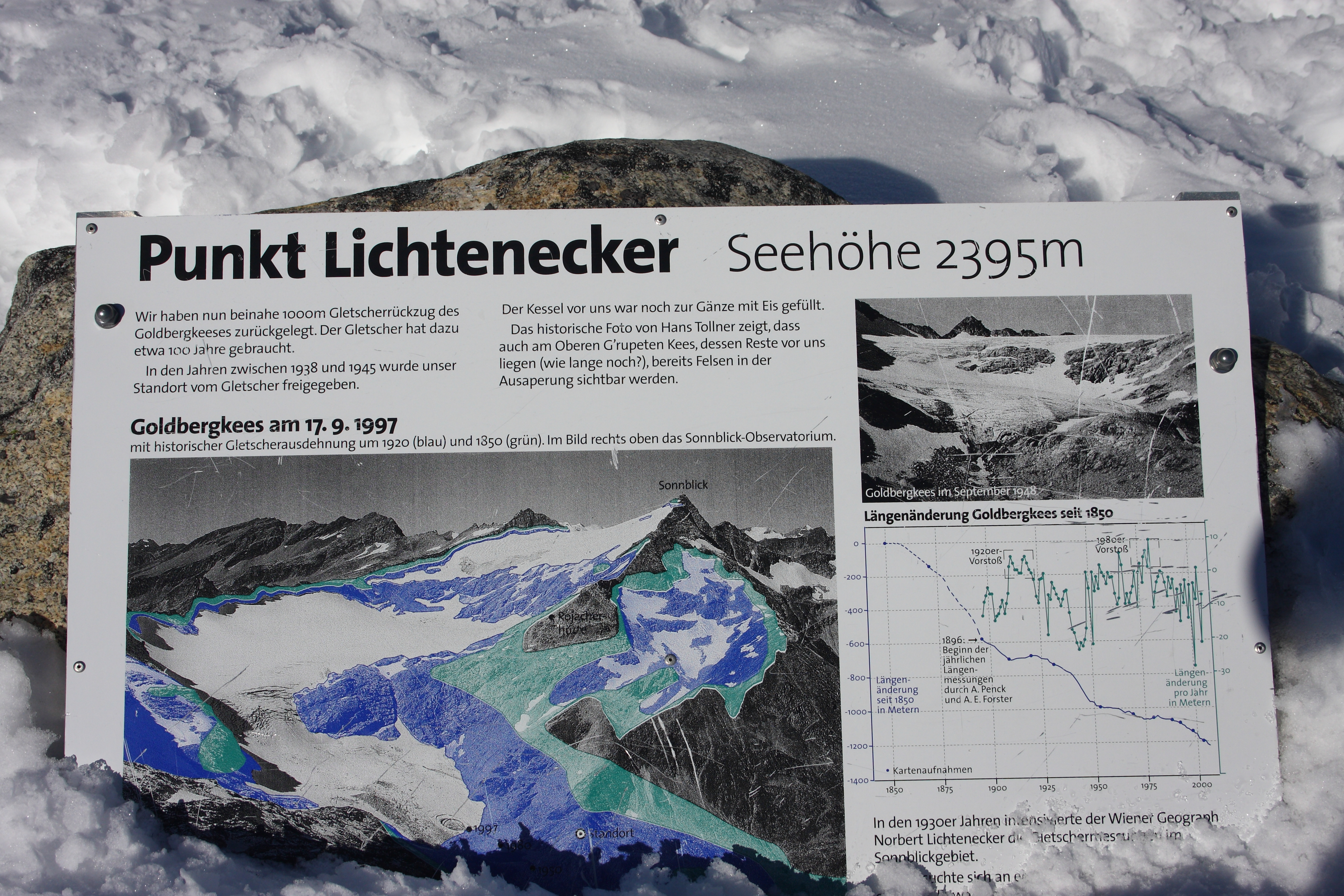
Gedenktafel für Lichtenecker am Gletscherlehrpfad Goldbergkees

Norbert Lichtenecker (* 5. August 1897 in Zillingdorf, Niederösterreich; † 30. März 1938 in Wien) war ein österreichischer Geograph und Hochschullehrer an der Universität Wien.

## Leben und Karriere
Norbert Lichtenecker studierte ab 1919 Geologie und niedere Geodäsie an der Universität Wien und promovierte 1923 als Dr. phil. Im selben Jahr wurde er Assistent am Geographischen Institut, wo er 1934 die Habilitation erlangte. Seine wissenschaftliche Karriere widmete der Mitbegründer der Wiener morphologischen Schule insbesondere der alpinen Geomorphologie und der allgemeinen Glaziologie. Besondere Anerkennung wurde ihm für seine Theorie von der Entstehung der Augensteinlandschaft zuteil. Ab 1924 untersuchte er im Auftrag des Deutschen und Österreichischen Alpenvereins Gletscherschwankungen in den Alpen und führte Profil- sowie Steinreihenmessungen durch. Zwischen 1930 und 1932 wirkte er nebenbei als Fachkonsulent für das Bundesamt für Eich- und Vermessungswesen. Dabei konnte er die Brauchbarkeit der Isohypsendarstellung im felsigen Gelände für großmaßstäbige Karten nachweisen.
Im Zuge des aufkeimenden Nationalsozialismus bekam der jüdische Lichtenecker zunehmend Probleme. Nachdem er seine Universitätsanstellung verloren hatte, nahm er sich 1938 kurz nach dem Anschluss das Leben.

## Schriften
- Das Bewegungsbild der Ostalpen. In: Die Naturwissenschaft, Jg. 13 (1925).
- Die Rax. In: Geographischer Jahresbericht aus Österreich, Bd. 13 (1926).
- Kartenaufnahmen in Hunan und ihre geographischen Ergebnisse. gemeinsam mit Heinrich von Handel-Mazzetti. In: Denkschriften Wien, math.-nat. Kl., Bd. 101 (1928).
- Die Gliederung der österreichischen Alpen. In: Wissenschaft und Kultur 1 (1928).
- Moderne Kartographie. In: Die Naturwissenschaft, Jg. 16 (1928).
- Beobachtungen an den Gletschern... In: Zeitschrift für Gletscherkunde, für Eiszeitforschung und Geschichte des Klimas (1928–1933).
- Die moderne Hochgebirgskartographie. In: Der Bergsteiger (1929).
- Gletscherbeobachtungen im Zemmgrund (Zillertaler Alpen). ebd. (1930).
- Zur Deutung des Bimssteinvorkommens von Köfels im Ötztal. In: Verhh. der Geologischen Bundesanstalt (1930).
- Österreich. In: Handbuch der Geographischen Wiss., hrsg. von Fritz Klute, Bd. 4 (1933).
- Beiträge zur morphologischen Entwicklungsgeschichte der Ostalpen. Teil 1. In: Geographischer Jahresbericht aus Österreich, Bd. 19 (1938).